# Hell
Hell este o localitate din comuna Stjørdal, provincia Nord-Trøndelag, Norvegia, cu o suprafață de 1,06 km² și o populație de 1.440 locuitori (2013).